# John Alden Carpenter
John Alden Carpenter (Park Ridge, 28 febbraio 1876 – Chicago, 26 aprile 1951) è stato un compositore statunitense.
Studiò con John Knowles Paine all'Università di Harvard, e si perfezionò poi con Edward Elgar e Bernhard Ziehn; all'attività di compositore alternò anche quella di industriale.
Scrisse balletti, lavori orchestrali e vocali-orchestrali, musiche da camera, in cui si evidenzia uno spirito patriottico (come ad esempio in  The Home Road) e anche alcuni spunti jazzistici. Tra i lavori più noti, i balletti Krazy Kat (ispirato all'omonimo fumetto) e Skyscrapers (1926).